# Léo Pelé
Leonardo Pinheiro da Conceição (Rio de Janeiro, 6 de março de 1996), mais conhecido como Léo Pelé ou simplesmente Léo, é um futebolista brasileiro que atua como zagueiro. Atualmente, defende o Athletico Paranaense.
Possui esse apelido devido à semelhança física com o "Rei do futebol", Pelé.

## Carreira

### Fluminense
Léo nasceu no Rio de Janeiro e começou sua carreira como lateral-esquerdo no Fluminense, clube no qual treinou desde a sua juventude nas categorias de base. Ele foi integrado na equipe principal no final do Campeonato Brasileiro de 2013, permanecendo como um substituto não utilizado em três partidas, começando com um empate por 1 a 1 contra a Ponte Preta, no Estádio do Maracanã, em 19 de outubro.
Estreou pela equipe dois anos depois, no dia 13 de setembro de 2015, atuando os 90 minutos na derrota de 1 a 0 para o Sport, válida pelo Campeonato Brasileiro. Depois do jogo, ele e o atacante Marcos Júnior foram cobrados por torcedores que falavam "Você precisa sangrar pelo time... aqui não é o Vasco".
Fez sua estreia no Campeonato Carioca no dia 31 de janeiro de 2016, começando como titular em uma derrota por 3 a 1 contra o Volta Redonda, no primeiro jogo da temporada. Em 17 de fevereiro, o jogador renovou com o Tricolor das Laranjeiras até o final de 2019. No total, Léo atuou em 12 partidas pelo Flu entre os anos de 2015 e 2016.

### Londrina
Em 5 de maio de 2016, o Fluminense emprestou Léo para o Londrina com o contrato até dezembro. O jogador havia prorrogado o seu contrato com o Tricolor, mas perdeu espaço no profissional. O lateral estreou pelo Tubarão no dia 14 de maio, na abertura da Série B, em uma derrota por 1 a 0 para o CRB. Foram 28 jogos pelo time paranaense, que fez uma boa campanha e encerrou a competição na 6ª posição.

### Retorno ao Fluminense
Em 5 de janeiro de 2017, após um bom desempenho no Londrina, o jogador retornou ao Fluminense. Léo voltou a jogar com a camisa Tricolor em 24 de janeiro, no qual, pela Primeira Liga, o Fluminense venceu o Criciúma por 3 a 2. Em 5 de fevereiro, marcou seu primeiro gol na carreira numa vitória por 3 a 0 contra a Portuguesa da Ilha, válida pelo Campeonato Carioca. Atuou a maioria dos jogos na titularidade e ganhou confiança dos técnicos e da torcida, onde atuou em 51 jogos e marcou três gols no seu retorno.

### Bahia
Após perder a titularidade na lateral-esquerda para Marlon na reta final de 2017, Léo ficou sem espaço no Fluminense. Assim, no dia 3 de janeiro de 2018 foi anunciado o seu empréstimo para o Bahia, com um contrato até o final do ano. Estreou pela equipe no dia 18 de janeiro, na derrota por 1 a 0 para o Botafogo-PB, válida pela Copa do Nordeste. Experiente e habilidoso, chamou atenção de diversos clubes do Brasil devido à suas boas atuações no Bahia.

### São Paulo

#### Início
Em 5 de dezembro de 2018, foi anunciada a transferência de Léo para o São Paulo em um contrato definitivo de quatro anos, por uma taxa de 3 milhões de reais. Dividindo o espaço da lateral-esquerda com Reinaldo, estreou com a camisa do Tricolor Paulista no dia 3 de fevereiro, em uma vitória em casa por 1 a 0 contra o São Bento.

#### 2020 e 2021: nova posição
Devido ao pouco espaço de Léo como lateral em consequência da titularidade de Reinaldo, o jogador começou a ser testado como zagueiro em 2020 pelo treinador Fernando Diniz e, ao exercer bem a função, acabou se convertendo para a posição. Com a chegada de Hernán Crespo em 2021, visto que o técnico argentino usava a formação 3-5-2, Léo virou titular absoluto na linha de três defensores ao lado de Miranda e Arboleda.
Em sua função, porém, em vez de apenas defender, Léo se lançava ao ataque quando preciso e conseguia se infiltrar no meio campo adversário, abrindo espaços para companheiros ou tentando, graças a alguns fundamentos que tinha quando lateral, bolas longas e lançamentos em profundidade para os atacantes.
O jogador encerrou a temporada de 2021 com 58 partidas.

#### 2022
Com a chegada de Rogério Ceni e a mudança de tática para o 4-3-3, Léo continuou a ser usado na zaga. Mesmo não sendo titular absoluto, o jogador vinha entrando em muitos jogos como titular e, com Rogério, chegou a ser usado poucas vezes como lateral novamente. Em algumas partidas, começava como zagueiro e ao decorrer do jogo vinha para as beiradas do campo, deixando a posição mais recuada ser ocupada por outro jogador.
Com Rogério passando a usar o esquema 3-5-2, Léo voltou a ser titular absoluto da equipe. Dessa vez jogando ao lado de Diego Costa e Arboleda, posteriormente substituído por Miranda devido a lesão cirúrgica do equatoriano, Léo chegou a disputar 10 partidas consecutivas como titular e sem ser substituído nenhuma vez, reconquistando a confiança do treinador.
Em 1 de setembro, completou 150 jogos pelo São Paulo na derrota por 3 a 1 sob o Atlético Goianiense, válida pela partida de ida das semifinais da Sul-Americana. Apesar do revés em Goiânia, o Tricolor reverteu o placar na volta e se classificou a final.
Mesmo sendo titular em grande parte de sua passagem de quase quatro temporadas e disputando muitas partidas iniciando o jogo, além das que atuou entrando como reserva, Léo nunca marcou um gol pelo São Paulo. Durante a temporada 2022, o defensor atuou em 58 jogos, com uma média de 86 minutos por partida.

### Vasco da Gama

#### 2023
Em 21 de dezembro de 2022, Léo foi comprado pelo Vasco da Gama e assinou contrato até 2025. Realizou sua estreia pelo Cruzmaltino no dia 17 de janeiro de 2023, em uma vitória por 3 a 0 contra o River Plate no Exploria Stadium, em Orlando, nos Estados Unidos, pela Florida Cup.
O jogador esteve presente na campanha semifinalista do Vasco no Campeonato Carioca, onde contribuiu com um gol e uma assistência nas partidas em que atuou. O Vasco foi eliminado no dia 19 de março, após uma derrota por 3 a 1 para o rival Flamengo.
Pela Copa do Brasil, Léo viu sua equipe ser eliminada de forma vexatória na segunda fase. A equipe carioca perdeu, nos pênaltis, para o ABC.
Na equipe carioca, o jogador assumiu a braçadeira de capitão até a chegada do experiente Gary Medel para o restante do Campeonato Brasileiro. No decorrer do campeonato, Léo perdeu espaço na dupla de zaga para o chileno e para o brasileiro Maicon, mas participou ativamente do elenco sendo um jogador que entrava no decorrer das partidas com frequência. Assim, terminou o ano com 46 partidas disputadas no total. Ao final do Brasileirão, a equipe conseguiu fugir do rebaixamento e terminou na 15ª colocação.

#### 2024
Após um ano no elenco, Léo foi um jogador escolhido pelo treinador Ramón Díaz para integrar o elenco que participaria da pré-temporada da equipe no Uruguai. Em sua estreia na competição amistosa, no dia 18 de janeiro, o zagueiro marcou o gol que garantiu a vitória por 1 a 0 diante do San Lorenzo. Após a pré-temporada vitoriosa da equipe, o jogador estreou oficialmente com o Vasco na terceira rodada do Campeonato Carioca. Como capitão da equipe, o zagueiro abriu o placar em uma vitória de 2 a 0 contra o Madureira. Ao decorrer da temporada, o atleta sofreu muitas críticas da torcida devido suas atuações abaixo do esperado, principalmente na goleada de 6 a 1 contra o arquirrival Flamengo.
Léo encerrou a temporada 2024, disputando 49 partidas, além de ser titular o ano todo.
Na festa de comemoração ao aniversário da instituição Vasco da Gama, o comediante Rafael Cunha fez uma piada e debochou do jogador dizendo "contratamos o Pelé errado".
Sua passagem no Vasco foi muito criticada pela torcida devido as suas falhas e por não ser considerado o jogador ideal para ser "capitão" da equipe. Com a confiança abalada, o atleta procurou a diretoria após o fim do Campeonato Brasileiro e pediu para ser negociado.
Ao todo, atuou em 95 partidas e marcou dois gols.

### Athletico Paranaense
Em dezembro de 2024, Vasco e Athletico Paranaense chegaram a um acordo em negociação pelo zagueiro Léo. O zagueiro foi vendido ao time paranaense, que vai desembolsar US$ 2 milhões (cerca de R$ 12,3 milhões na cotação atual) pela contratação do zagueiro.

## Títulos
Fluminense
- Primeira Liga: 2016
- Taça Guanabara: 2017

Londrina
- Campeonato Paranaense: 2016

Bahia
- Campeonato Baiano: 2018

São Paulo
- Campeonato Paulista: 2021

Vasco da Gama
- Troféu Serie Río de La Plata: 2024 (Pablo Guiñazú / Juan Ahuntchain)[45][46]

Athletico Paranaense
- Jogo dos Campeões: 2025